# Scio (Ohio)
Scio es una villa ubicada en el condado de Harrison en el estado estadounidense de Ohio. En el Censo de 2010 tenía una población de 763 habitantes y una densidad poblacional de 528,9 personas por km².

## Geografía
Scio se encuentra ubicada en las coordenadas 40°23′56″N 81°5′17″O / 40.39889, -81.08806. Según la Oficina del Censo de los Estados Unidos, Scio tiene una superficie total de 1.44 km², de la cual 1.44 km² corresponden a tierra firme y (0%) 0 km² es agua.

## Demografía
Según el censo de 2010, había 763 personas residiendo en Scio. La densidad de población era de 528,9 hab./km². De los 763 habitantes, Scio estaba compuesto por el 98.3% blancos, el 0% eran afroamericanos, el 0% eran amerindios, el 0% eran asiáticos, el 0% eran isleños del Pacífico, el 0% eran de otras razas y el 1.7% pertenecían a dos o más razas. Del total de la población el 0.13% eran hispanos o latinos de cualquier raza.